# Nantuaten
Die Nantuaten (lat. Nantuates oder Nantuatae) waren ein keltischer Stamm in den Alpen, der in der Nähe des Genfersees seine Wohnsitze hatte. Während der Herrschaft des Kaisers Augustus von den Römern unterworfen, gehörte ihr Territorium später zur römischen Provinz Alpes Graiae. Ihr Hauptort war Tarnaiae (heute Massongex im Bezirk Saint-Maurice des Kanton Wallis) und trug auch den  Namen Tarnaiae Nantuatium. Der Name leitet sich möglicherweise vom gallischen Wort nanto „(Tal“) ab.
Bei Strabon und Polybios wird als möglicher Weg für Hannibals Alpenüberquerung im Jahre 218 v. Chr. die Route vom Genfersee durch das heutige Wallis, also durch die Wohngebiete der Nantuaten, Veragrer, Caturiger und Ceutronen, angenommen, da die Punier dort sogar Wagen, wenn auch nur unter großen Mühen, hätten mitführen können.
Im 3. Buch (1–6) von Caesars bellum gallicum wird berichtet, dass er den Legaten Servius Sulpicius Galba im Jahre 57 v. Chr. mit der Legio XII Fulminata zur Sicherung der Alpenpässe in das Gebiet der Nantuaten, Seduner und Veragrer entsandte. Galba löste seine Aufgabe, legte seine verbliebenen zwei Kohorten ins Winterlager nach Octodurum (heute Martigny) und diese konnten einen neuerlichen Angriff der Alpenvölker erfolgreich zurückschlagen.
Das Tropaeum Alpium im heutigen La Turbie (erbaut 7/6 v. Chr.) nennt die Nantuaten in der Liste der 16/15 v. Chr. in den augusteischen Alpenfeldzügen besiegten Alpenvölker.